# Азлан Мухибуддин Шах
Султан Азлан Мухибуддин Шах ибни аль-Мархум Султан Юсуф Изуддин Гафарулла Шах (англ. Muhibuddin Azlan Shah ibni al-Marhum Yusuf Izzuddin Shah Ghafarullahu-Lah; 19 апреля 1928, Бату Гаджа, Перак — 28 мая 2014, там же) — султан Перака (1985—2014), Верховный правитель Малайзии (Янг ди-Пертуан Агонг) с 26 апреля 1989 по 25 апреля 1994 года. В 1986—2014 являлся президентом (канцлером) Университета Малайя.

## Биография
Сын султана Перака Юсуфа Иззуддина Шаха (1890—1963, правил в 1948—1963 годах). Школьное образование получил в Малайе. Затем изучал право в Великобритании, в Ноттингемском университете. В 1954 году в Лондоне получил право заниматься адвокатской деятельностью. После возвращения на родину — судья, позднее — Лорд-президент Верховного суда. В 1984 году Азлан Шах становится вице-султаном, а с 1985 года — султаном Перака. 2 марта 1989 года он избирается Советом султанов Янг ди-Пертуан Агонгом, то есть Верховным правителем Малайзии — на смену султану Джохора Махмуду Искандару Исмаилу, девятым Верховным правителем этой страны. В течение четырёх лет до этого он занимал пост Тимбалан Янг ди-Пертуан Агонг, был Заместителем Верховного правителя Малайзии. За годы своего правления Азлан Шах особое внимание уделял сплочению многонационального народа Малайзии.
Кроме своей политической деятельности, султан Азлан Шах известен как куратор и канцлер Университета Малайя в Куала-Лумпуре и председатель Азиатской хоккейной федерации на траве. В его честь назван «Кубок султана Азлан Шаха», разыгрываемый на турнире мужских хоккейных команд, а также аэропорт в Ипохе. Пост вице-канцлера Малайского университета занимает сын и наследник Назрин Муизуддин Шах.
Кавалер орденов Бани, Раджамитрабхорна, Св. Иоанна, За заслуги перед ФРГ, Высшего ордена Хризантемы, Почётного знака За заслуги перед Австрийской Республикой, «Мугунхва», Звезда Индонезии и др.
Скоропостижно скончался 28 мая 2014 года.